# Юниорс (футбольный клуб)
«Юниорс» (нем. Juniors) — австрийский футбольный клуб из города Пашинг в Верхней Австрии. Клуб был основан 16 мая 2007 года под названием «Пашинг», домашний стадион — «Райффайзен Арена».

## История
ФК «Пашинг» был создан на месте клуба «Суперфунд»/«АСКО Пашинг» из Пашинга, который переехал в Клагенфурт, преобразовавшись в клуб «Аустрия Кернтен», и получил место «Суперфунда» в австрийской Бундеслиге. В дальнейшем, после банкротства клуба «Аустрия Кернтен», тамошняя команда была присоединена к футбольному клубу «Пашинг», а на её месте стал играть клуб «Аустрия Клагенфурт», ставший продолжателем традиций клуба «Кернтен».
В сезоне 2012/13 команде удалось выиграть Кубок Австрии. Это дало право «Пашингу» выступить в раунде плей-офф Лиги Европы. В соперники команде достался португальский клуб «Эшторил-Прая», первый матч австрийцы проиграли со счётом 0:2, а в ответном уступили 1:2, первый в истории клуба мяч в еврокубках забил полузащитник Даниэль Собкова.
В период с 2014 по 2017 годы «Пашинг» был фарм-клубом команды ЛАСК из Линца с названием «ЛАСК Юниорс». Летом 2018 года, после повышения в Вторую лигу, клуб был переименован в «Юниорс» и стал выступать самостоятельно. Сотрудничество с ЛАСК было продолжено.
В сезоне 2021/22 «Юниорс» занял 15-е место во Второй лиге, имел возможность сохраниться в лиге на следующий сезон, но руководство клуба приняло решение о переходе на уровень ниже, где вновь играет в объединении с любительской командой ЛАСКа.

## Достижения

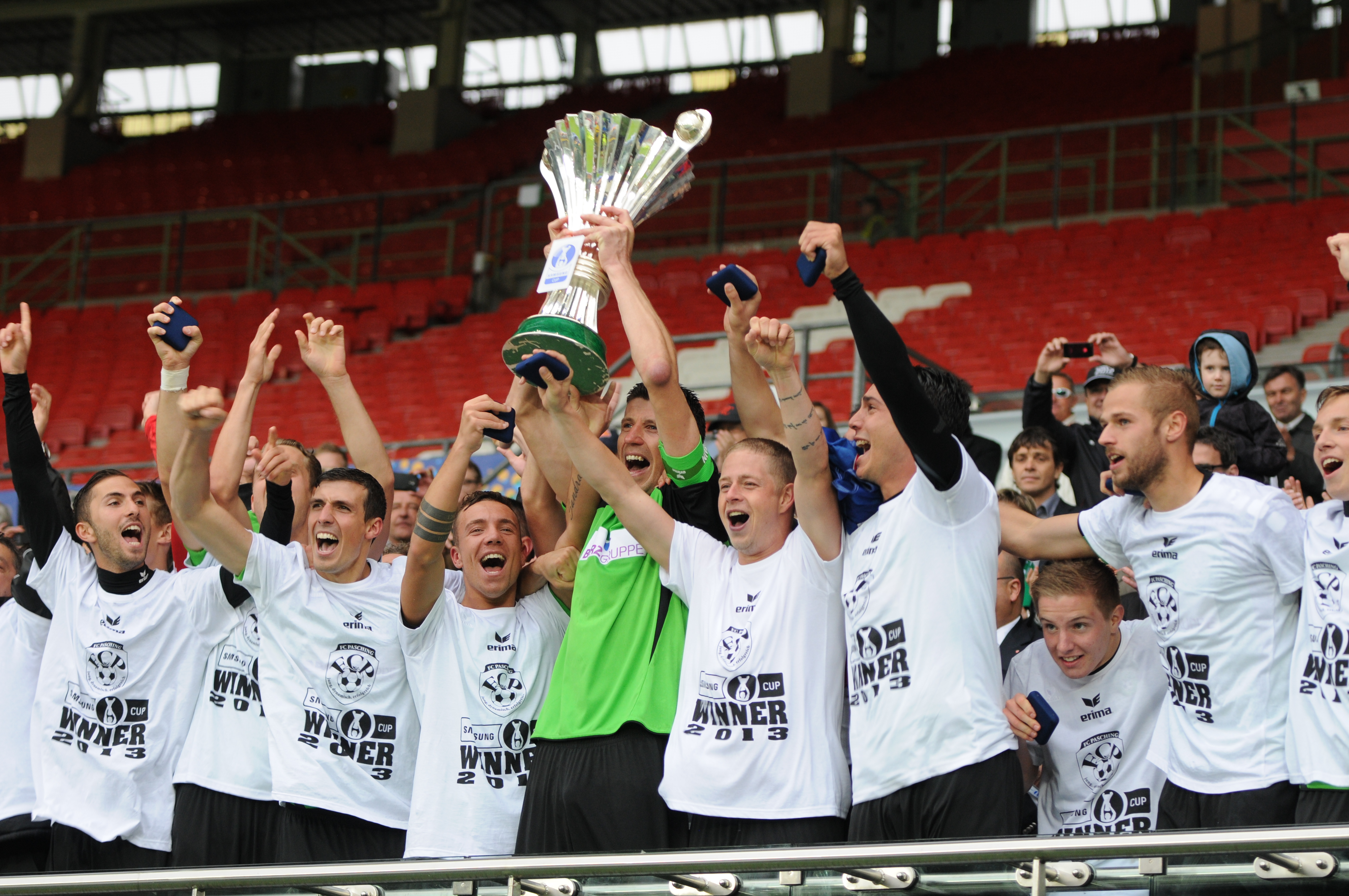
«Пашинг» c Кубком Австрии 2013

- Обладатель Кубка Австрии: 2012/13